# Amy Hargreaves
Pour les articles homonymes, voir Hargreaves.
Amy Hargreaves est une actrice américaine née le 27 janvier 1970 à Rockville Centre dans l'État de New York.
Elle est surtout connue pour son rôle de Lainie Jensen, la mère du personnage principal de la série télévisée américaine 13 Reasons Why.

## Biographie
Amy Hargreaves est né le 27 janvier 1970, de Margaret et Robert Hargreaves. Elle a un frère, Mick, qui est un musicien.
Elle est diplômée de la Fairfield University et a un master en science politique avec l'université de New York.
Elle parle français.

### Vie privée
Elle est mariée depuis 1999 au français Renaud Selmès. Ils ont un fils, Luc et une fille.

## Carrière
En 2013, elle joue aux côtés de Timothée Chalamet, Mira Sorvino et Jay Hernandez dans le téléfilm Trooper de Craig Gillespie
En 2017, elle rejoint le casting principal de la série télévisée américaine de Netflix, 13 Reasons Why, dans le rôle de Lainie Jensen, la mère de Clay. La série est produite notamment par Selena Gomez, est diffusée depuis le 31 mars 2017 sur Netflix,,.
En 2020, elle fait partie du casting de Sometime Other Than Now avec Kate Walsh (également présente dans 13 Reasons Why), tout comme Devin Druid qu'elle retrouvera dans le film Close Before Midnight.

## Filmographie

### Cinéma

#### Longs métrages
- 1994 : Brainscan de John Flynn : Kimberly
- 1995 : Tilt-A-Whirl de Tom Sullivan
- 1998 : Somewhere in the City de Ramin Niami
- 2000 : Growing Down in Brooklyn de Robert Santoli : Linda
- 2006 : Delirious de Tom DiCillo : Nikki Blake
- 2007 : Michael Clayton de Tony Gilroy : L'intervieweuse
- 2008 : El Camino de Erik S. Weigel : Sissy
- 2009 : Against the Current de Peter Callahan : Sarah Kane
- 2009 : Offspring de Andrew van den Houten : Amy Halbard
- 2009 : When the Evening Comes de Craig Geraghty : Katharine
- 2011 : Shame de Steve McQueen : L'amoureuse dans l'hôtel
- 2013 : Blue Ruin de Jeremy Saulnier : Sam
- 2015 : How He Fell in Love de Marc Meyers : Ellen
- 2015 : The Preppie Connection de Joseph Castelo : Ingrid
- 2015 : Prism de Cal Robertson : Donna
- 2017 : Le Musée des Merveilles (Wonderstruck) de Todd Haynes : Tante Jenny
- 2017 : Super Dark Times de Kevin Philipps : Karen
- 2018 : Unintended d'Anja Murmann : Molly
- 2019 : Buck Run de Nick Frangione : Karen Templeton
- 2019 : Sister Aimee de Samantha Buck et Marie Schlingmann : Sœur Semple
- 2020 : Sometime Other Than Now de Dylan McCormick : Maureen
- 2020 : Close Before Midnight d'Alex Goyette : Lara
- 2020 : Cleveland. de Danny Ward : Debra

#### Courts métrages
- 2008 : Just Make Believe de Jadrien Steele : La sœur de Kristin
- 2011 : Alan Smithee de Crobin : Mme Smithee
- 2013 : Lawn Care de Marie Schlingmann : Nina
- 2013 : The Happily Ever After d'Erika Burke Rossa
- 2017 : Purple Haze de Gabriel Bier Gislason
- 2018 : Quantum de Ryan Willard : La mère

### Télévision

#### Séries télévisées
- 1992 : Lifestories: Families in Crisis (en) : Cindy
- 1994 : ABC Afterschool Special : Christine
- 1996 : Matt Waters (en) : Chloe Drescher
- 1999 : Cracker : Cathy
- 1999 : Associées pour la loi (Family Law) : Anita Candella
- 2002 : New York, section criminelle (Law and Order : Criminal Intent) : Karyn Miller
- 2003 : Bill junior (Little Bill) : Isabel
- 2002 - 2003 : New York 911 (Third Watch) : Haley Sundstrom
- 2003 : New York, unité spéciale (Law and Order : Special Victims Unit) (saison 5, épisode 2) : Jane Wellesley
- 2006 : New York, police judiciaire (Law & Order) : Divorce explosif (saison 17 épisode 3):  Dana Wechsler
- 2009 : The Unusuals : Madeline Reed
- 2009 : Mercy Hospital (Mercy) : Karen
- 2012 : Person of Interest : Leslie Powell
- 2012 : Blue Bloods : Dr Karen Folson
- 2011 - 2014 / 2018 / 2020 : Homeland : Maggie Mathison
- 2012 : New York, unité spéciale (saison 13, épisode 23 ; saison 14, épisode 1) : Iris Petersen
- 2013 : The Carrie Diaries : Territoires dangereux  (saison 1 épisode 5)  : Gail
- 2013 : Following : Lettre d'amour à Claire  (saison 1 épisode 9)  : DeeDee
- 2013 : Blacklist : Anne Forrester
- 2015 : Elementary : La Mine d'or (saison 3 épisode 13)  : Jill Horowitz
- 2015 : Les Mystères de Laura (The Mysteries of Laura) : Nancy Santamaria
- 2015 : Power : Comme un couple ordinaire  (saison 2 épisode 3)  : Cindy Chambers
- 2015 - 2016 : Blindspot : Olivia Delidio
- 2017 - 2020 : 13 Reasons Why : Lainie Jensen
- 2019-2020 : New York, unité spéciale (saison 21, épisodes 2, 9 et 10) : Dr Alexis Hanover
- 2021 : Bull : Qui a tué ma mère ?  (saison 5 épisode 10)  : Kathleen Peterson

#### Téléfilms
- 1995 : Mary Higgins Clark - Souviens-toi (Remember Me) de Michael Switzer : Amy Nelson
- 1997 : Flashback de Danny Leiner : Patty McIntyre
- 1998 : Saint Maybe de Michael Pressman : Daphné adulte
- 2013 : Trooper de Craig Gillespie : Mimi Stanhope
- 2013 : Guilty de McG : Lisa McCormick
- 2018 : Paint de Michael Walker : Leslie